# Новогодний романс
«Новогодний романс» — художественный фильм режиссёра Георгия Юнгвальд-Хилькевича.

## Сюжет
Накануне Нового года две подружки — талантливая балерина Аня и юная художница Соня — мечтали о счастливом будущем и выбирали подарки друг для друга и для своих любимых. Вскоре случилось так, что Соня попала в беду. Но верные друзья и добрые соседи спешат к ней на помощь в трудную минуту. По мотивам рассказа О. Генри «Последний лист».

## В ролях
| Актёр                      | Роль           |
| -------------------------- | -------------- |
| Aннa Haхапетовa            | Аня балерина   |
| Cepгей Чонишвили           | Берман         |
| Эдуapд Шульжевский         | писатель       |
| Eленa Пoляковa             | Соня художница |
| Андрей Финягин             |                |
| Алёна Яковлева             |                |
| Георгий Юнгвальд-Хилькевич |                |

## Песни, прозвучавшие в фильме
- «Я не нарушаю тишину...» (музыка и слова — Юрий Чернавский), исполняет Павел Смеян
- «Каждый день» (музыка и слова — Юрий Чернавский), исполняет Павел Смеян